# Липовиця (Польща)
Липовиця (пол. Lipowica) — село в Польщі, у гміні Дукля Кросненського повіту Підкарпатського воєводства.
Населення — 278 осіб (2011).
Розташоване в південно-східній частині Польщі, у центрально-східній частині Низьких Бескидів (в Дуклянських Бескидах), на лівому березі Яселки. Знаходиться на автошляху Но. 9 з Барвінку до Коросна, приблизно 2 кілометри на південь від Дуклі.
В селі є кілька старих хат з кінця 19 століття, кузня з 1850 року, кілька приватних готелів та пансіонатів.

## Історія
Уперше село згадується у 1373 році.
У 1975—1998 роках село належало до Кросненського воєводства.

## Демографія
Демографічна структура станом на 31 березня 2011 року:
|          | Загалом | Допрацездатний вік | Працездатний вік | Постпрацездатний вік |
| -------- | ------- | ------------------ | ---------------- | -------------------- |
| Чоловіки | 130     | 34                 | 82               | 14                   |
| Жінки    | 148     | 30                 | 87               | 31                   |
| Разом    | 278     | 64                 | 169              | 45                   |